# Локомотив
Локомоти́в — железнодорожный тяговый подвижной состав, предназначенный для ведения по железнодорожным путям поездов и отдельных вагонов.

## Этимология
Этимология слова происходит — от фр. locomotive, происходящий от лат. loco moveo «сдвигать с места». Либо от англ. locomotive, происходящий также от лат. lосō movēre «двигаться с места».

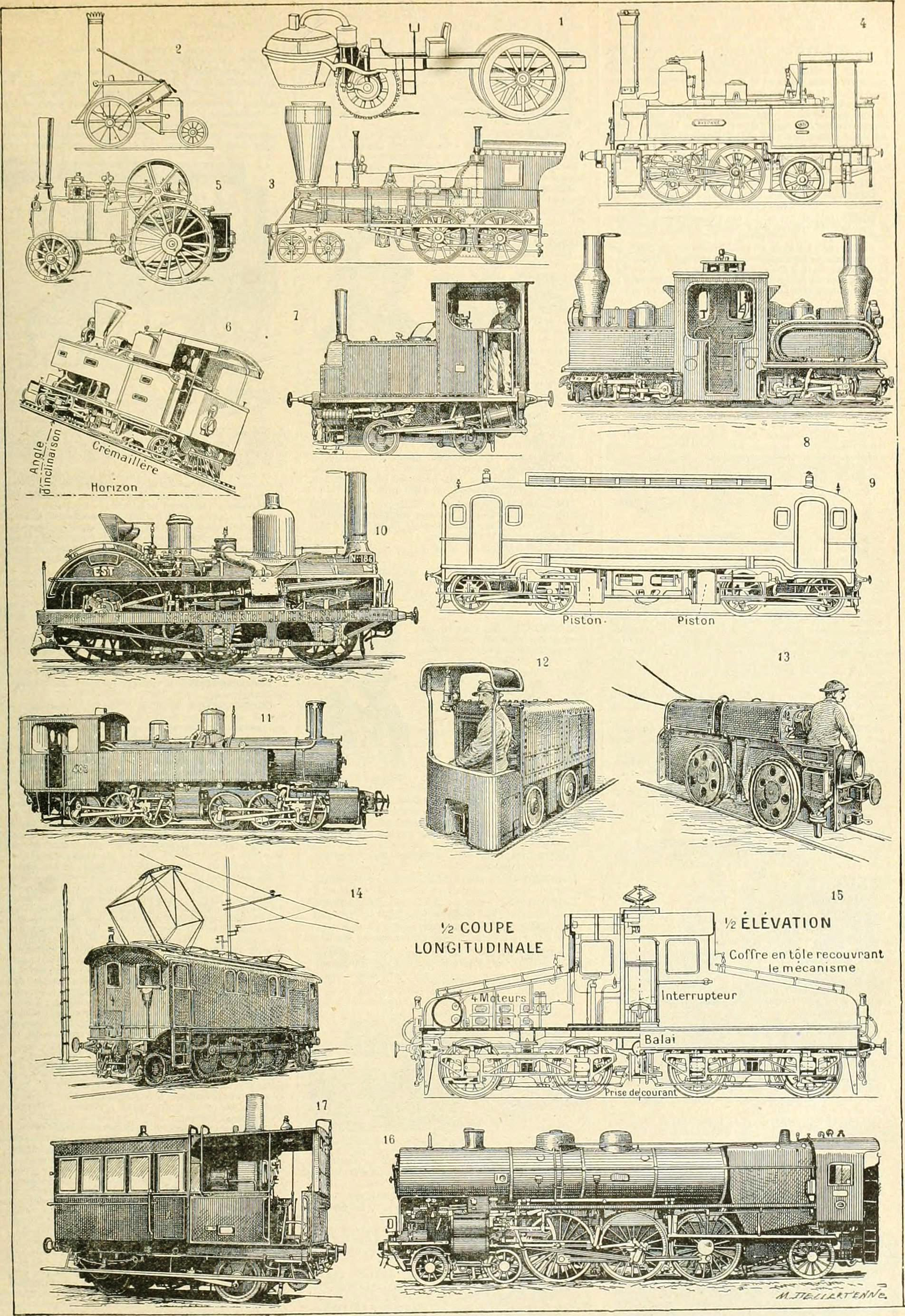
Различные типы локомотивов. Рисунок из книги 1922 года. В левом верхнем углу — паровоз «Ракета» Стефенсона, справа от него — 3-х колёсная деревянная паровая повозка Кюньо (хоть она и не является локомотивом), снизу — паровой трактор

Но тут следует учесть историю возникновения и развития железных дорог в мире.
В русском языке слово «локомотивъ» фиксируется в словаре В. И. Далем как заимствованное из французского «паровоз, паровая впряжная повозка» в конце XIX века (1881). В свою очередь, слово «паровозъ» им же фиксируется в 1865 году как производное от слова пар: «Парни́к, парови́к, паровоз». В 1882 году им же более подробно описывается: «Парова́я повозка (парово́з), бегущая силой паров; обычно к ней прицепляется тендер с топливом и ваго́ны, кареты для путников, или платформы, роспуски для клади и пр. ... Парово́зный поезд. Паровозный котел. Паровозничество, езда на пара́х и все к ней относящееся. Паробежная повозка, паровоз.».
В Энциклопедическом словаре Брокгауза и Ефрона (1896) «локомотивъ» обозначается как «машина, сама себя передвигающая и при этом могущая тянуть за собою груз. Самая употребительная и наиболее в настоящее время важная из этих машин — паровоз, применяемый на железных дорогах для тяги поездов. Но в современной технике начинают приобретать значение многие другие типы локомотивов для передвижения по рельсовым путям, отличающиеся от паровозов... Локомотивы могут быть названы керосиновозами, электровозами и т. д. ... К настоящим же локомотивам принадлежат, кроме паровозов, так называемые локомотивы без топок, керосиновые и бензиновые, натровые, аммиачные и электрические. Локомотив без топки системы Ламм-Франка назначен для городских трамваев, для подземных железных дорог и вообще для всех тех случаев, когда желательно иметь двигатель, работа которого не сопровождалась бы выделением дыма и выбрасыванием искр и угольков.».
Первое в мире самодвижимое паром транспортное средство было изобретено в 1769 году Н. Ж. Кюньо во Франции и называлась «паровая повозка» (фр. fardier à vapeur). Прообраз же железных дорог существовал ещё в Древних Египте, Греции и Риме в виде каменных колейных дорог с жёлобками для колёс тележек. В средневековых рудниках уже использовалось подобие деревянных рельсов и колёс тележек в виде клинового шкива, позднее для долговечности обшиваемые металлическими листами. Около 1738 года начали использовать чугунные рельсы, в 1767 году Ричардом Рейнольдсом были применены стальные U-образные рельсы закрепляемые на деревянных брусках. В дальнейшем рельсы стали делать из углового профиля, а колёса тележек снабжать ребордами. Но в качестве тягловой силы применялись лошади, а позже и стационарные паровые лебёдки с тросами. В 1803 году в Южном Уэльсе, Ричард Тревитик придуманную им в 1801 году паровую повозку ставит на рельсы, тем самым создав первый в мире паровоз «Колбрукдейл», которым впервые 21 февраля 1804 года перевёз на 15 км в 5 вагонах 10 тонн железа и 70 пассажиров (из-за частой поломки чугунных рельсов просуществовало движение несколько месяцев всего). С этого момента разные изобретатели с переменным успехом создают кустарно разные модели паровозов в единичных экземплярах, называемые тогда именами собственными. Среди них оказывается и Джордж Стефенсон, создавший свой первый «Блюхер» в 1814 году, внёсший в дальнейшем немало новшеств в тогдашнее паровозостроение, в частности им были введены конус и многотрубный котёл для усиления мощности котла, прямой дышловой привод на колёса вместо зубчатых и цепных. В 1823 году он начинает участвовать в строительстве первой в мире железной дороги общего назначения Стоктон — Дарлингтон длиной 21 км, одновременно открывает первый в мире завод по производству паровозов. Первый произведённый на заводе паровоз носил название «Locomotion № 1». 27 сентября 1825 года по ней проследовал первый поезд из 34 вагонов, из которых 28 были пассажирскими, ведомый паровозом «Локомотив». В 1830 году открывается железная дорога Ливерпуль — Манчестер длиной 50 км. С этого периода начинаются бурно развиваться железные дороги. В 1831 году в Америке был построен первый паровозный завод, в 1832 году открывается железная дорога во Франции, в 1835 году в Германии и Бельгии, в 1853 году — в Британской Ост-Индии, в 1854 году — в Австралии, в 1856 году в Египте. К тому времени, из паровых транспортных средств уже вовсю были развиты пароходы, во Франции речные пароходы начали строиться с 1803 года, в России с 1815 года.
В России первый паровоз был изобретён и построен для нужд рудника Нижнетагильского завода отцом и сыном Черепановыми в 1834 году и сооружена чугунная дорога длиной 834 м. Слово «паровоз» тогда ещё не употреблялось, а использовалось название «сухопутный пароход». Заводчиками она не была тогда оценена и впоследствии возвращена конная тяга. В 1820 году между Санкт-Петербургом и Москвой было открыто регулярное пассажирское конное дилижансное сообщение. Первая железная дорога общественного назначения на паровой тяге в России, Царскосельская железная дорога, строилась по инициативе и частично на средства Франца Антона риттера фон Герстнера. Движение поезда на участке ещё недостроенной дороги было осуществлено 27 сентября 1836 году, а открытие дороги состоялось 30 октября (11 ноября) 1837 года. Рельсы, скрепления, подвижный состав покупались для неё вначале за границей. Паровозы — на заводах Стефенсона в Англии и Кокериля в Бельгии. Вагоны стали называть, в зависимости от класса «берлинами», «дилижансами», «шарабанами» и «ваггонами». Также в печати и народе употреблялись выражения «ходуны-самовары», «сухопутный пароход на торцовой дороге», «пароходный дилижанец».
Таким образом, вероятно, слово «локомотив» в современном значении в русском языке возникло путем заимствования из английского или французского языков, где в свою очередь возникло став нарицательным именем от названия модели паровоза созданного Джорджем Стефенсоном и впервые в 1825 году представленного широкой публике и использованного для движения в течение нескольких лет на первой в мире паровой железной дороге общего пользования. Появление же в дальнейшем других видов, отличных от паровозов (электровозы, тепловозы, газотурбовозы и т. д.), тягового подвижного состава, только способствовало закреплению его употребления для их общего обозначения.

## Общее описание
Локомотив не предназначен для непосредственной перевозки пассажиров, груза и выполнения какой-либо иной работы, кроме тяговой. Однако в начальный период развития железнодорожного транспорта к разновидности локомотива относили также моторные вагоны, но впоследствии моторвагонный подвижной состав перестал классифицироваться как локомотив. Кроме функции тяги, некоторые локомотивы также могут использоваться для электроснабжения вагонов в составе поезда.

## Типы локомотивов
Локомотивы могут быть автономными и неавтономными. Автономные локомотивы имеют первичный двигатель, который так или иначе преобразует энергию запасённого топлива в механическую работу. Неавтономные локомотивы получаются энергию для работы от внешнего источника — электрической контактной сети.
Основными типами локомотивов являются:
- Паровоз — автономный локомотив, первичным двигателем которого является паровая машина, получающая энергию за счёт сгорания топлива, с непосредственным приводом движущих колёсных пар.[15] Во второй половине XX века на подавляющем большинстве железных дорог мира паровозы были выведены из регулярной эксплуатации и заменены на другие типы локомотивов, и в XXI веке используются главным образом для вождения экскурсионных ретро-поездов.
- Тепловоз — автономный локомотив, первичным двигателем которого является двигатель внутреннего сгорания, как правило, дизельный.[16] На 2022 год наиболее распространённый тип локомотива для неэлектрифицированных железных дорог во всём мире.
- Электровоз — неавтономный локомотив, приводимый в движение установленными на нём тяговыми электродвигателями, получающими энергию от внешней энергосистемы через тяговые подстанции и контактную сеть, либо от собственных бортовых аккумуляторов, подзаряжаемых на стоянках.[17] Единственный распространённый тип локомотива для электрифицированных железных дорог во всём мире.

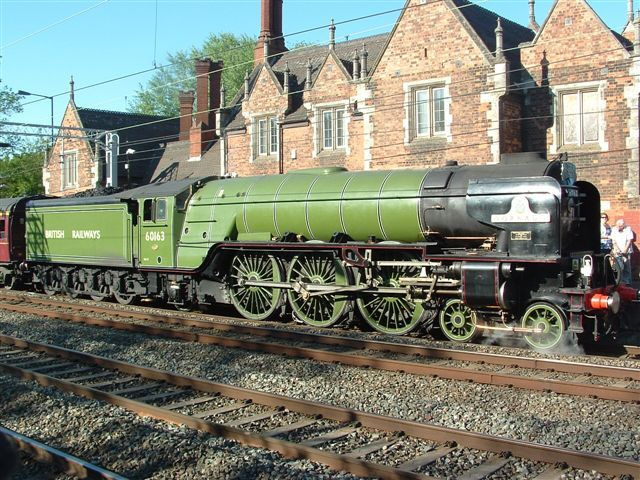
№ 60163 «Tornado» — паровоз XXI века
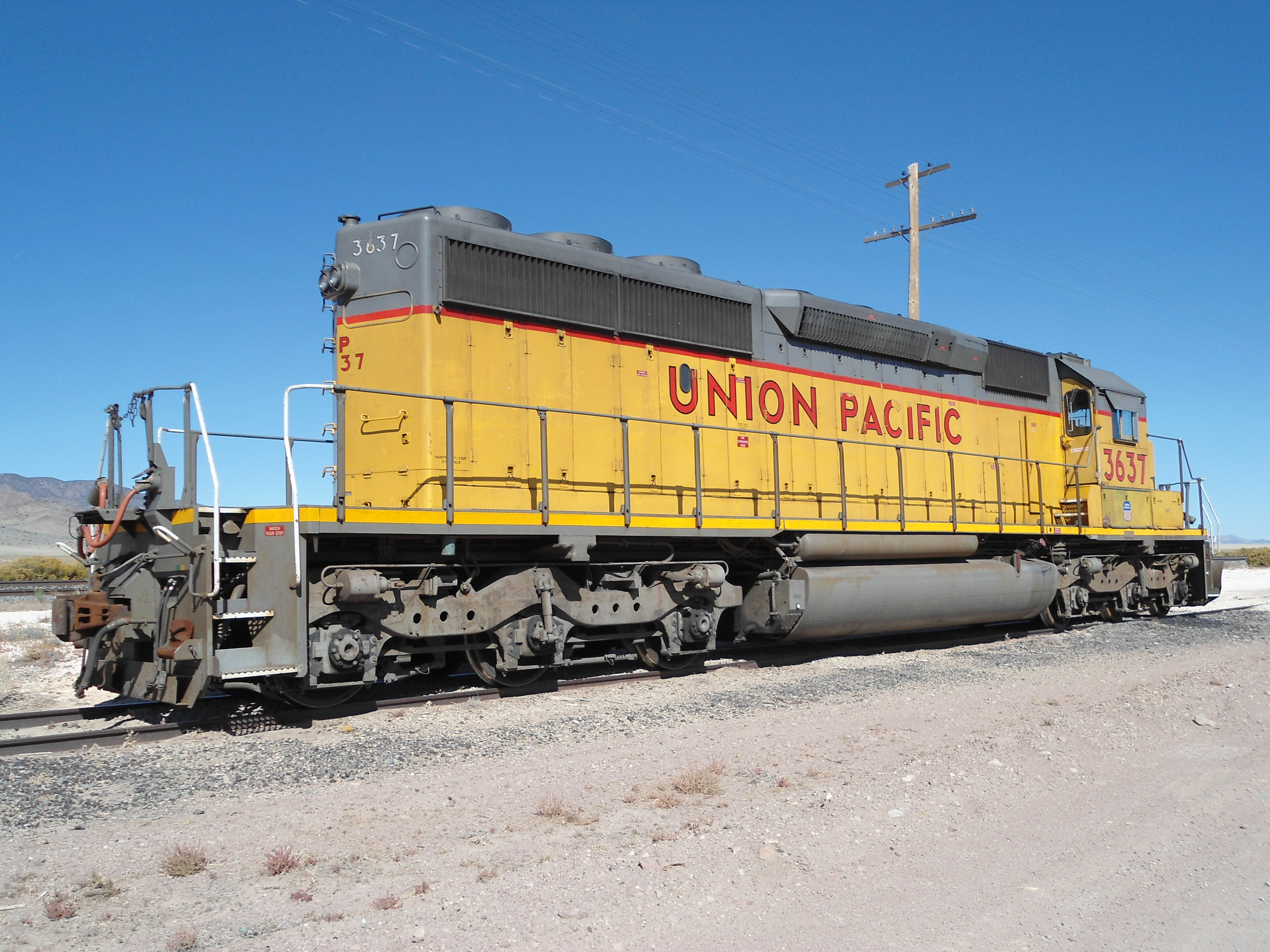
EMD SD40-2 — основной тепловоз североамериканских дорог
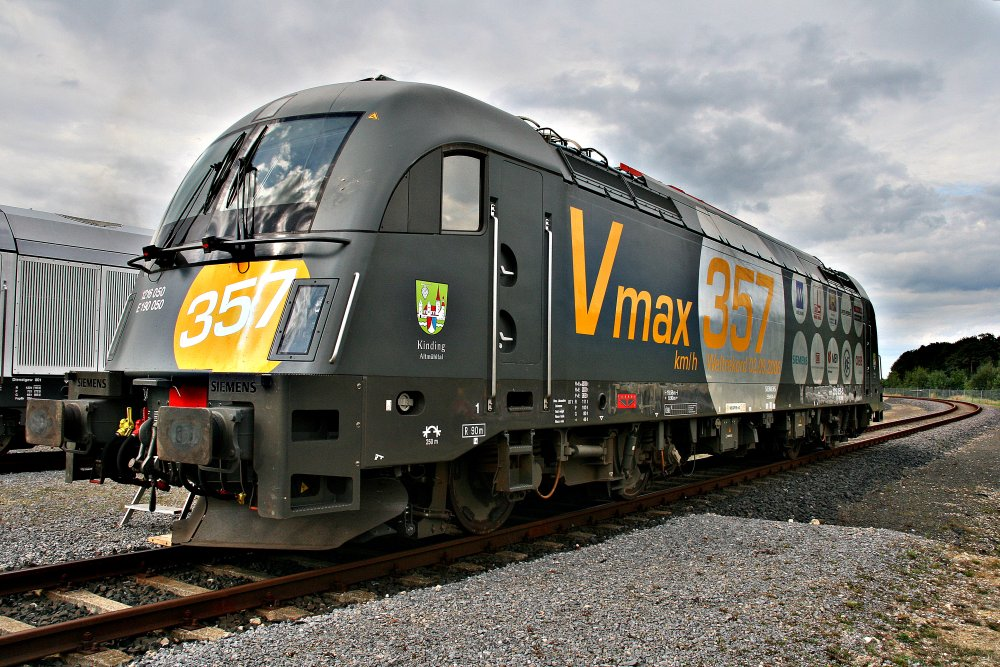
Siemens ES64U4 — самый быстрый электровоз в мире (357 км/ч)
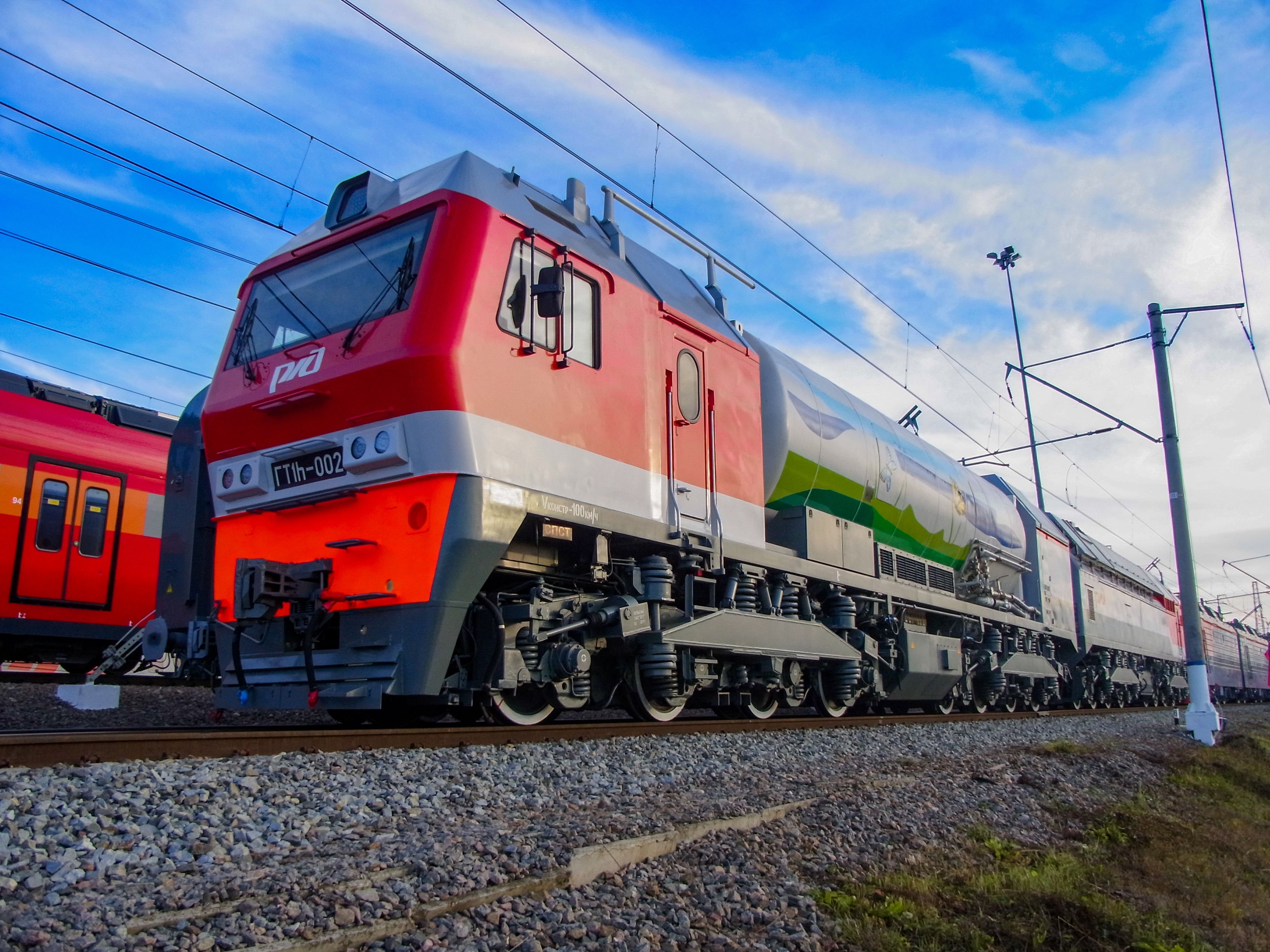
Газотурбовоз ГТ1h

Кроме вышеперечисленных, существуют и другие типы локомотивов, получившие гораздо меньшую распространённость:
- Газотурбовоз — автономный локомотив, первичным двигателем которого является газотурбинный двигатель. В остальном по конструкции схож с тепловозом.[18]
- Электропаровоз — неавтономная разновидность паровоза, получающая энергию от внешней энергосистемы через тяговые подстанции и контактную сеть и передаваемая котлу через электронагреватель. Не получили распространения и переделывались из паровозов для временной эксплуатации на электрифицированных железных дорогах в условиях дефицита электровозов.
- Паротурбовоз — автономный локомотив, первичным двигателем которого является паровая турбина.
- Гибридный локомотив — локомотив, имеющий не менее двух различных источников энергии.[19] Таковыми являются: электротепловоз, электропаровоз (при наличии топки наряду с электронагревателем), теплопаровоз, теплогазотурбовоз.
- Гировоз — локомотив, не имеющий собственного двигателя, но запасающий энергию в виде кинетической энергии вращающегося маховика. Применяются, главным образом, на шахтном или внутрицеховом транспорте, где недопустим выхлоп и электрические искры.
- Бестопочный паровоз — локомотив, запасающий энергию в виде потенциальной энергии сжатого воздуха в резервуаре высокого давления. По конструкции машины похожи на паровозы. Применяются в условиях повышенной взрывоопасности, где исключено использование электрификации, двигателей внутреннего сгорания и паровых двигателей.

Формально не являются локомотивами, но могут выполнять их функции:
- Мотовоз — самоходное автономное рельсовое транспортное средство с двигателем небольшой мощности (до 220 кВт) для вспомогательных работ на магистральных, станционных и подъездных железнодорожных путях.
- Локомобиль — машина на комбинированном ходу, которая может использоваться как на автомобильной дороге, так и на рельсовом пути.

## Классификатор локомотивов по роду выполняемой работы

### Магистральные локомотивы

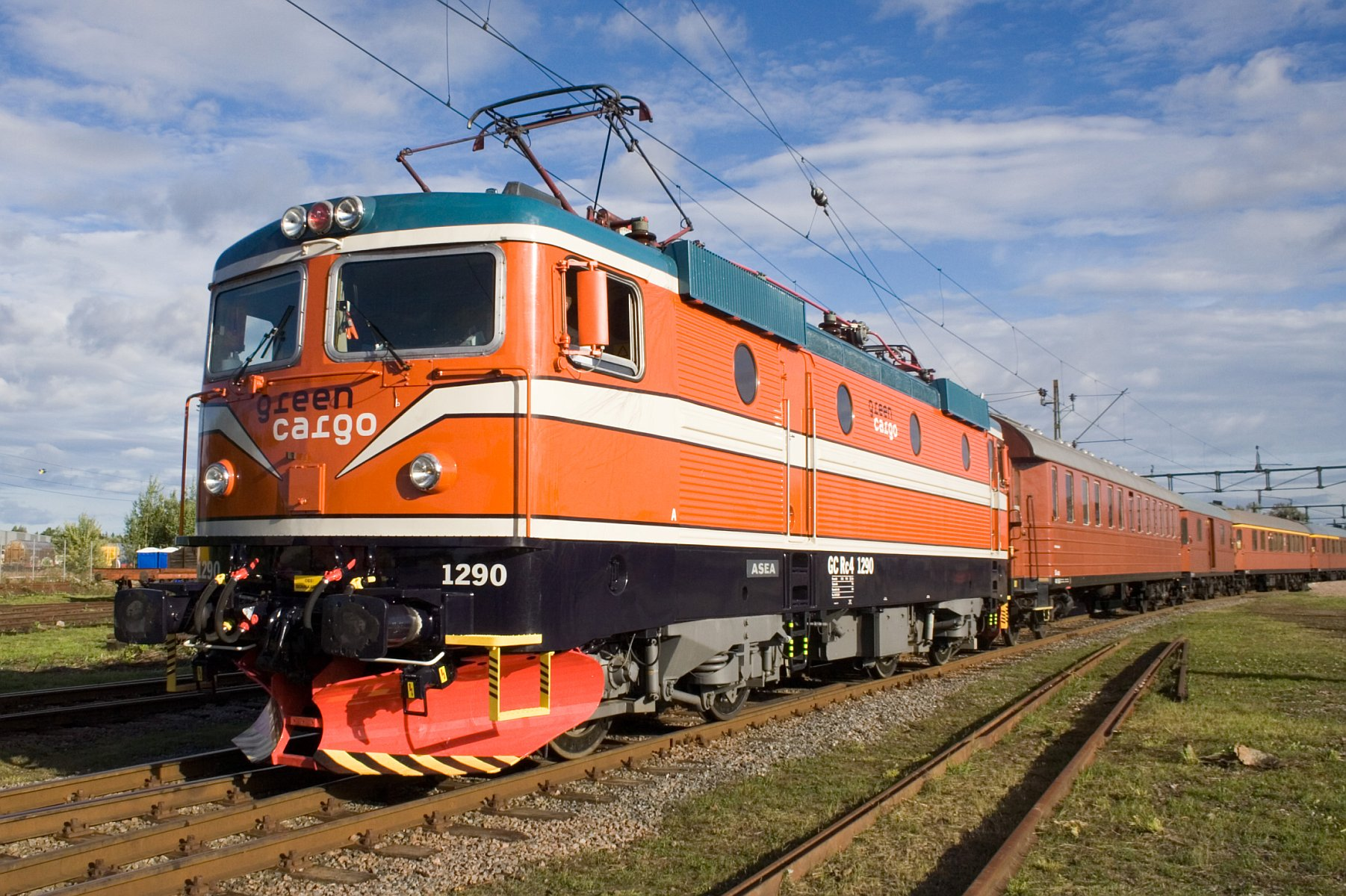
Магистральный локомотив
грузопассажирский электровоз Rc

Локомотивы, предназначенные для поездной работы — работы по ведению составов между станциями. В свою очередь подразделяются на грузовые, пассажирские и грузопассажирские. Внешний вид и компоновка магистральных локомотивов могут сильно различаться в разных странах и общего вида не имеют. Могут быть одно-, двух- и многосекционными.
Грузовые и пассажирские локомотивы имеют свою конструктивную специфику, делающую их более пригодными для выполнения грузовой или пассажирской поездной работы. Общий смысл: грузовые более медленные, но могут больше тянуть; пассажирские более быстрые, но менее тяговитые. Данное деление на типы исторически идёт с первых серийных паровозов.

### Маневровые локомотивы

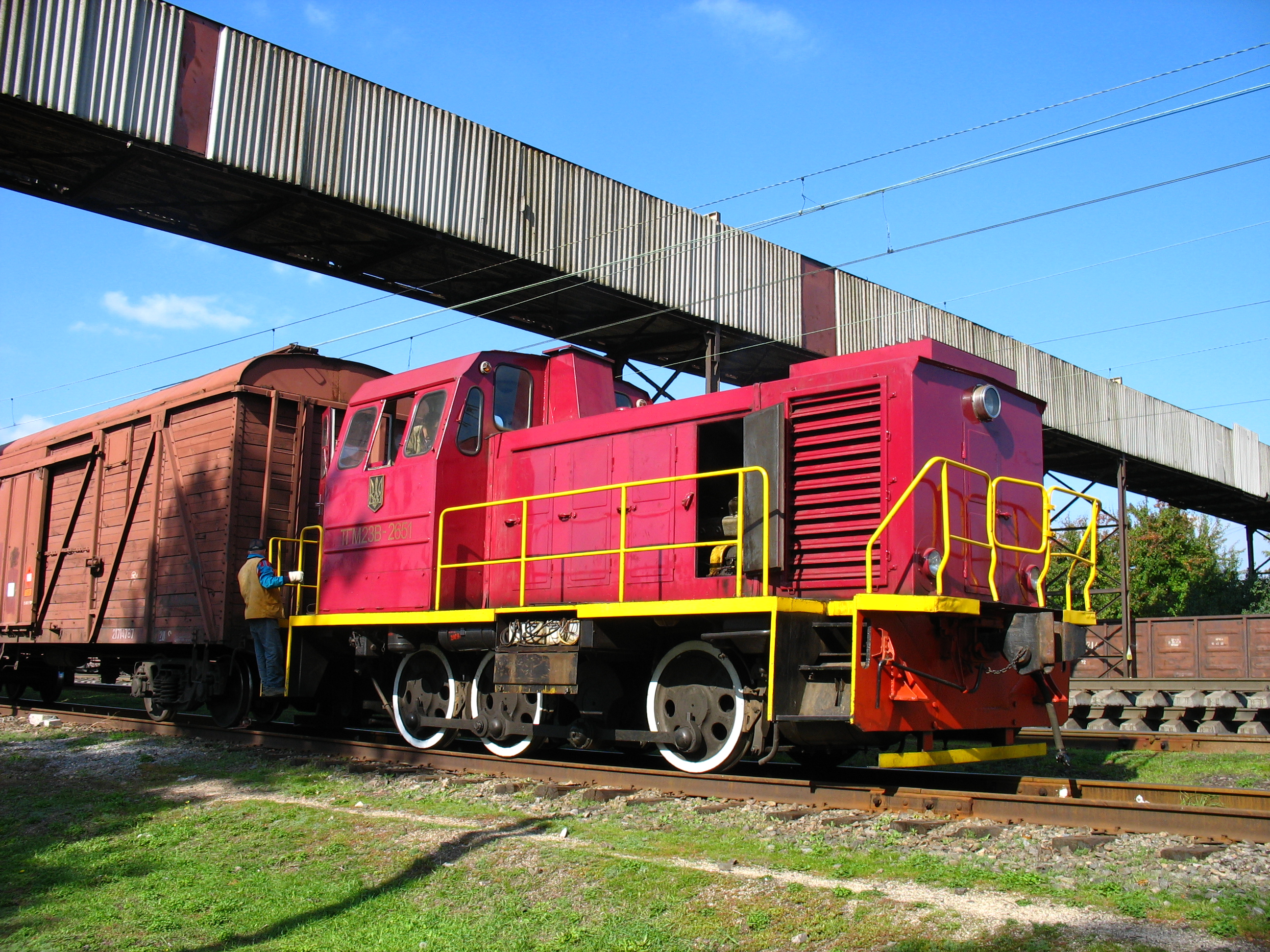
Маневровый локомотив
ТГМ23В

Локомотивы, предназначенные для маневровой и вывозной работы — работы по перемещению вагонов внутри станций и вывозу вагонов с мест загрузки и экипировки на станции. В общем случае обычно имеют одну кабину с одним постом управления для движения в обоих направлениях. Подразделяются на маневровые и промышленные. Для маневровой работы одинаково могут использоваться как тепловозы, так и электровозы, а ранее для маневровой работы использовались также паровозы. Используемые в настоящее время в России маневровые локомотивы в основном являются тепловозами. Маневровые тепловозы все односекционные, но могут работать в «сплотках» по СМЕ, в том числе с бустерными секциями.
На ведомственных путях (территория предприятий, портов и складских терминалов) в последнее время и в Европе, и в России начали активно использовать более экономичные и дешёвые локомобили, которые представляют собой грузовые транспортные средства, которые могут перемещаться как по дорогам, так и по рельсам.

## Локомотивы и моторвагонный подвижной состав (МВПС)

### Преимущества локомотивов

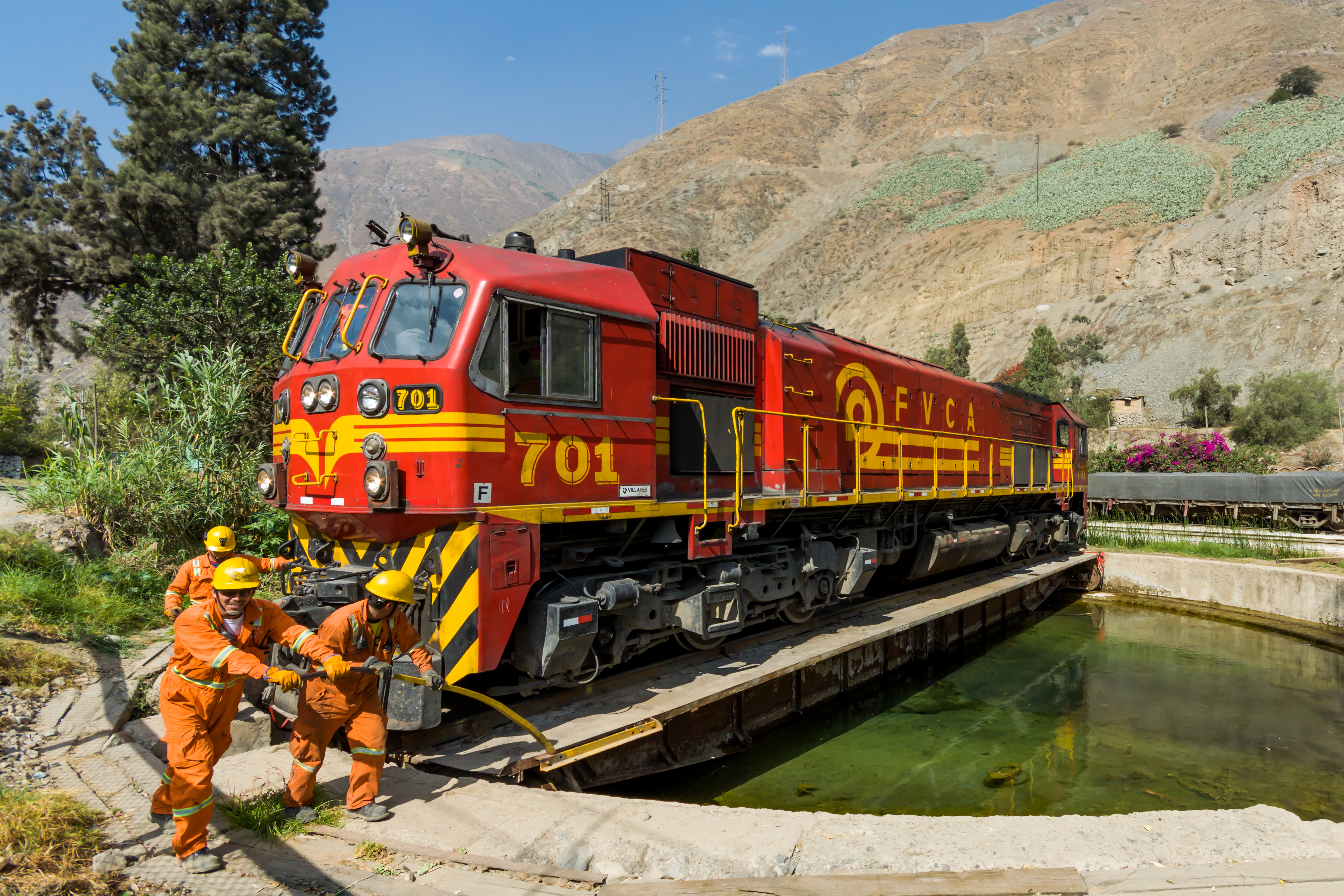
Тепловоз в Перу

- Разделение производства. Экономически выгоднее изготавливать сложные, но немногочисленные по сравнению с вагонами, локомотивы и их сложное оборудование на небольшом количестве специальных высокооснащённых заводов, а вагоны — на многочисленных заводах массового производства.
- Удобство технического обслуживания. Проще обслуживать один локомотив, чем много самоходных вагонов или секции МВПС. Кроме того, вагоны локомотивной тяги требуют гораздо более редкого деповского обслуживания, нежели моторные вагоны или локомотивы.
- Безопасность. Технические системы локомотива могут представлять опасность для пассажиров (это в первую очередь относится к паровым котлам паровозов и высоковольтному оборудованию электровозов), поэтому безопаснее оборудовать ими не сам вагон, а отдельный локомотив.
- Комфорт для пассажиров. Тяговое оборудование является источниками повышенного шума (особенно дизельные двигатели и компрессоры), вибраций, удушливых и зловонных газов, тепла. Вынос тягового оборудования на локомотив существенно повышает комфорт пассажиров. В поездах локомотивной тяги при движении по бесстыковому пути шум почти незаметен, тогда как в моторвагонных поездах даже с асинхронным тяговым приводом хорошо прослушивается работа тяговых двигателей и компрессоров, а в дизель-поездах вообще достаточно шумно.
- Простота замены. В случае поломки локомотив проще заменить другим, чем заменять целый поезд или группу вагонов при использовании моторвагонного подвижного состава. В случае протяжённых линий железных дорог с различными системами электрификации или её отсутствием возможно беспересадочное следование вагонов с заменой локомотивов на станциях стыкования, а также переприцепка вагонов к другому поезду или формирование сборных поездов. В случае использованием МВПС необходима или пересадка пассажиров в другой поезд или использованием сложных многосистемных поездов. Грузовые перевозки на МВПС и вовсе были бы связаны с большим количеством перевалок груза. Поэтому грузовой МВПС применяется только в карьерах (см. Тяговый агрегат).
- Эффективность. При простое вагонов в случае использования моторвагонного подвижного состава их энергетические установки тоже простаивают. Локомотив же можно перебрасывать с одного участка на другой, использовать для ведения другого поезда и таким образом наиболее эффективно использовать его энергетическую установку.
- Цикл устаревания. Разделение вагонов и приводящей их в движение энергетической установки позволяет просто заменять один из элементов в случае морального устаревания или прихода в негодность.

### Преимущества МВПС
- Тяговооружённость. Более выгодное соотношение мощности установленных двигателей к массе подвижного состава позволяет получить более высокие ускорения при разгоне поезда, а также преодолевать значительно большие уклоны.
- Оперативность освобождения перегона при неисправностях подвижного состава. Наличие в составе МВПС нескольких тяговых единиц позволяет вывести поезд с перегона или даже довести его до конечной станции в случае неисправности одной или нескольких (но не всех) тяговых единиц (моторных вагонов). Применение вспомогательного локомотива при этом не требуется.
- Не требуется перецепка локомотива — вместо разворота состава машинист переходит в противоположную кабину (движение осуществляется на манер ткацкого челнока).
- Меньшая нагрузка на полотно. Для вождения тяжёлых длинносоставных поездов локомотив должен иметь большую массу и силу тяги. По этой причине основное разрушающее действие на путь создают именно локомотивы. В местах применения тяжёлых локомотивов часто встречаются такие дефекты пути как угон. При использовании МВПС масса и тяга распределены равномерно по длине поезда и негативное воздействие на путь многократно снижено. Поэтому в метрополитене, где используется только моторвагонный подвижной состав, несмотря на значительно большую, чем на железных дорогах, интенсивность движения, износ пути существенно ниже.

### Преимущества и недостатки электрической тяги
Основным преимуществом электрической тяги является высокая экономичность (вследствие более высокого КПД) работы электровоза.. Дополнительными преимуществами являются: возможность экономии углеводородного сырья, угля, газа;. Кроме того, нет потребности в хранилищах для топлива — энергия берётся извне. Именно это обусловливает главный недостаток электровозов: они могут работать только на электрифицированных участках. Большие затраты на электрификацию окупаются всего за несколько лет там, где имеется или планируется большой грузо- и/или пассажиропоток.
Учитывая ограничения по весу на ведущую ось (23—25 т) электровоз позволяет обеспечить бо́льшую тяговую мощность.